# إنريكو ماريني
إنريكو ماريني (بالإيطالية: Enrico Marini)‏ هو فنان قصص مصورة إيطالي، ولد في 13 أغسطس 1969 في ليستل في سويسرا.